# Al Ghurabaa
Al Ghurabaa (en árabe: الغرباء‎  en castellano: Los extraños) es una organización musulmana con sede en el Reino Unidoque, junto con The Savior Sect, Islam4UK y otras, se cree ampliamente que se trata de la organización Al-Muhajiroun después de que esta se disolviera en el 2004 por orden de Omar Bakri Muhammad. Otros miembros incluyen a Abu Izzadeen y Abu Uzair.
El 12 de agosto de 2005, Omar Bakri Muhammad fue expulsado de Gran Bretaña y Charles Clarke le impidió regresar del Líbano.  El 17 de julio de 2006, el grupo fue proscrito según la legislación británica que prohíbe las organizaciones que apoyan el terrorismo. El ministro del Interior, John Reid, emitió una orden en el Parlamento que tipifica como delito que una persona pertenezca a un grupo o fomente su apoyo, organice reuniones en su apoyo o use ropa o porte artículos en público que indiquen su apoyo o membresía. 
El nombre del grupo se deriva de un hadiz (o tradición islámica) atribuido a Mahoma: "El Islam comenzó como algo extraño y terminará como algo extraño... así que den buenas nuevas a los extraños".
Anjem Choudary, anteriormente líder de Al-Muhajiroun, fue tanto un portavoz como una figura destacada en al Ghurabaa'.   En 2010 resurgió como líder de Islam4UK.

## Reuniones
El Consejo Forestal de Waltham le prohibió a Al Ghurabaa celebrar reuniones en locales a poca distancia de las casas de varios de los sospechosos del complot de aviones transatlánticos de 2006. 
Abu Izzadeen, un musulmán converso también conocido como Omar Brookes, fue expulsado de una reunión comunitaria abierta en el este de Londres en la que hablaba el ministro del Interior, John Reid. Izzadeen estaba furioso por el " terrorismo de Estado por parte de la policía británica" e interrumpió a Reid antes de ser expulsado por la policía. 

## Amenazas de muerte
En respuesta a la controversia sobre las caricaturas de Mahoma del Jyllands-Posten, Al Ghurabaa' publicó un artículo en su sitio web titulado "Maten a quienes insultan al profeta Mahoma". El artículo afirma: "Insultar al mensajero Mahoma es algo que los musulmanes no pueden y no van a tolerar, y el castigo en el Islam para quien lo hace es la muerte. Esta es la sunnah del profeta y el veredicto del Islam sobre esas personas, el cual puede ser ejecutado por cualquier musulmán". 
Al Ghurabaa' había organizado la marcha de protesta del 3 de febrero desde la mezquita Central de Londres hacia la embajada de Dinamarca,  donde los manifestantes agitaban pancartas que decían: "Matad a los que se burlan del Islam", "Matad a los que insultan al Islam", "Europa pagarás, "tu 11 de septiembre está en camino", o " el 7 de septiembre está en camino", "Europa pagarás, Bin Laden está en camino" y "Europa vendrás arrastrándote, cuando los muyahidines vengan rugiendo".
A pesar del tema similar en el sitio web de Al Ghurabaa, su portavoz, Anjem Choudary, dijo que no sabía quién había escrito los carteles.  Los parlamentarios de todos los partidos condenaron la protesta y pidieron a la policía metropolitana que persiguiera a los responsables, alegando que las amenazas eran una incitación al homicidio.

## Nueva organización
En noviembre de 2005, The Saved Sect fue restablecida bajo el nombre de Ahlus Sunnah wal Jamaah.  Esta organización opera principalmente a través de un foro de Internet al que sólo se accede mediante invitación, del cual Anjem Choudary es un colaborador destacado, utilizando el nombre de usuario "Abou Luqman". Un periodista que visitó el sitio encontró grabaciones de Osama bin Laden, Ayman al-Zawahiri y Omar Bakri Mohammed, así como llamados a la guerra santa y a formar una nueva coalición unida detrás de Al Qaeda.  

## Artículos de medios relacionados
- Un estudio crítico de las múltiples identidades y disfraces de 'al-Muhajiroun'
- Clérigo que amenazaba con traición "abandona el Reino Unido"
- Por qué las opiniones radicales "deben ser escuchadas"
- Se considera cargo de traición terrorista
- Los radicales advirtieron del riesgo de traición
- Perfil: Omar Bakri Muhammad
- BBC - 'La policía ataca a un grupo islámico'
- Richard Watson de BBC Newsnight entrevista a los reclutas de Al-Muhajiroun
- 10 de marzo de 2004, Mahan Abedin de Jamestown.org entrevista a Omar Bakri Mohammed en su casa de Londres.
- Telegraph - Al Muhajiroun bajo escrutinio
- Telegraph - Los militantes de Al-Muhajiroun buscan un estado islámico mundial
- Entrevista de BBC HARDtalk, 5 de mayo de 2003, Anjem Choudary se niega a condenar los ataques suicidas.
- Al Ghurabaa - Defiende el honor de Mahoma
- Grupos militantes en el Reino Unido The Guardian, 19 de junio de 2002
- Los islamistas prohibidos generan organizaciones fachada, Guardian 22 de julio de 2006

### Video
- Anjem Choudary entrevistado por Jeremy Paxman Newsnight, BBC

- Datos: Q4703876